# Al volo
Al volo è un album degli Stormy Six, pubblicato dalla Cooperativa L'Orchestra nel 1982. I brani del disco furono registrati nell'ottobre 1981-febbraio 1982 al CAP Studio di Milano (Italia).

## Tracce
Lato A
1. Non si sa dove stare – 4:52 (Pino Martini, Umberto Fiori)
2. Reparto novità – 4:33 (Pino Martini, Umberto Fiori)
3. Piazza degli affari – 3:53 (Franco Fabbri, Umberto Fiori)
4. Ragionamenti – 5:12 (Tommaso Leddi, Umberto Fiori)

Lato B
1. Panorama – 4:32 (Tommaso Leddi, Umberto Fiori)
2. Roma – 4:38 (Pino Martini, Umberto Fiori)
3. Parole grosse – 4:03 (Pino Martini, Umberto Fiori)
4. Denti – 2:08 (Tommaso Leddi, Umberto Fiori)
5. Cosa danno – 3:34 (Franco Fabbri, Umberto Fiori)

## Formazione
- Franco Fabbri - chitarra elettrica, sintetizzatore chitarra, chitarra acustica, vibrafono, drum machine (rhythm box), performer (rings)
- Tommaso Leddi - organo, sintetizzatore, pianoforte, clavinet, chitarra elettrica
- Umberto Fiori - voce
- Pino Martini - basso, chitarra acustica
- Salvatore Garau - batteria
- Gianni Prudente - ingegnere del suono